# Kostel svatého Vavřince (Vrčeň)
Kostel svatého Vavřince se nachází v obci Vrčeň v okrese Plzeň-jih. Je farním kostelem Římskokatolické farnosti Vrčeň, vikariátu Sušice-Nepomuk, diecéze českobudějovické, konají se zde pravidelné bohoslužby. Gotický kostel pochází ze 14. století, ale v 19. století byl výrazně novogoticky přestavěn a dnes se jedná o dominantu vsi. V roce 1963 byl kostel zapsán do Ústředního seznamu kulturních památek České republiky.

## Historie
Založení vesnice
Podle legendy o svatém Vojtěchovi byla oblast, kde se dnes obec rozprostírá, osídlená už v 10. století. Z legendy je odvozen i název vesnice – když tudy prý svatý Vojtěch na své pouti procházel, poštvali na něj zdejší pohani vrčící psy – a vznikl tedy název Vrčeň. S větší jistotou lze existenci obce předpokládat ve 12. století, kdy byl roku 1144–1145 nedaleko založen cisterciácký klášter Nepomuk, v jehož písemnostech už jméno vesnice (i když zkomoleně) zaznívá. Jasný důkaz pochází až z roku 1189, kdy byl na listině plaského kláštera podepsán „Otto z Vrčeně“.
Vývoj ve středověku a za třicetileté války
Přesné datování stavby kostela není známo, předpokládá se, že šlo o začátek 14. století, neboť v roce 1352 je již zapsán v soupisu kostelů arcibiskupa Arnošta z Pardubic jako kostel farní. Z této doby se dochoval presbytář s křížovou klenbou a východní část kostela. Také zdivo přízemí, 1. a 2. patra věže nad severní sakristií je původní středověké, není ale jisté, zda se jedná o přístavbu, nebo byla věž stavěna společně s presbytářem. Kostel byl od počátků zasvěcen sv. Vavřinci, mimo jiné patrona žáru a ohně (motiv plamenů se dá najít například v okenních vitrážích a kružbách), snad proto, že se v obci nacházely hutě.
V době husitských válek začal kostel sloužit vyznavačům přijímaní pod obojím, kališníkům, a římskokatolický farář zde byl znovu usazen až v roce 1574. Za třicetileté války byl kostel vypálen, zřejmě v souvislosti s bitvou u Starého Smolivce, kde se 6. října 1620 krátce střetla císařská a stavovská vojska. Císařskými vojáky byl zabit i budislavický kněz a následně vypáleny nedaleké Budislavice a podobný osud měla zřejmě i Vrčeň. Po požáru byla do věže dostavěna obvodová rámová konstrukce, patrně na podporu zvonové stolice.
Novogotická přestavba
Nejvýraznější přeměna kostela proběhla v letech 1866 až 1869 v duchu historizující gotiky a to pod vedením Václava Liedla, tehdejšího ředitele zelenohorského panství, který přestavbu zčásti i sám navrhl. Loď byla prodloužena o 7,5 m na západ, původně rovný strop byl zaklenut křížovou klenbou, ve zdi byly prolomeny nová okna a portály, byla zřízena kruchta a postaveno celé západní průčelí. Lodi a věži byli také zřejmě přistaveny opěrné pilíře a celé stavbě postaven nový krov. Věž byla rozšířena o 3. patro se štíty a prolomena o všechny okna a průchody, přidán byl také schodišťový přístavek. Z této doby patrně pochází i obvodová zeď kostela a márnice umístěná u východní hradby.
I vnitřní zařízení pochází hlavně z období regotizace. Hlavní oltář s vyobrazením svatého Vavřince a obrazy na bočních oltářích znázorňující sv. Annu a sv. Vojtěcha jsou dílem plzeňského malíře Jana (Johanna) Herzoga.
Kostel podstoupil další úpravy i ve 20. století, v letech 1996–1997 bylo provedeno odvodnění okolí kostela a opravena ohradní zeď. V roce 1997 opravena věž kostela a instalovány nové věžní hodiny na elektrický pohon. Oprava věže byla podpořena finančními prostředky Okresního úřadu Plzeň-jih a českobudějovickým biskupstvím. Budova dnes stále slouží jako farní kostel, pravidelně se zde pořádají bohoslužby, ale farnost Vrčeň je v současnosti administrována ex currendo arciděkanstvím Nepomuk.

## Stavební podoba

### Exteriér
Kostel je jednolodní zděná orientovaná stavba na obdélném půdorysu ukončená užším kněžištěm s pětibokým závěrem. K severní straně kněžiště je přistavěna hranolová věž se sakristií v přízemí. V koutě věže a lodi je přistavěna zděná válcová věžice.

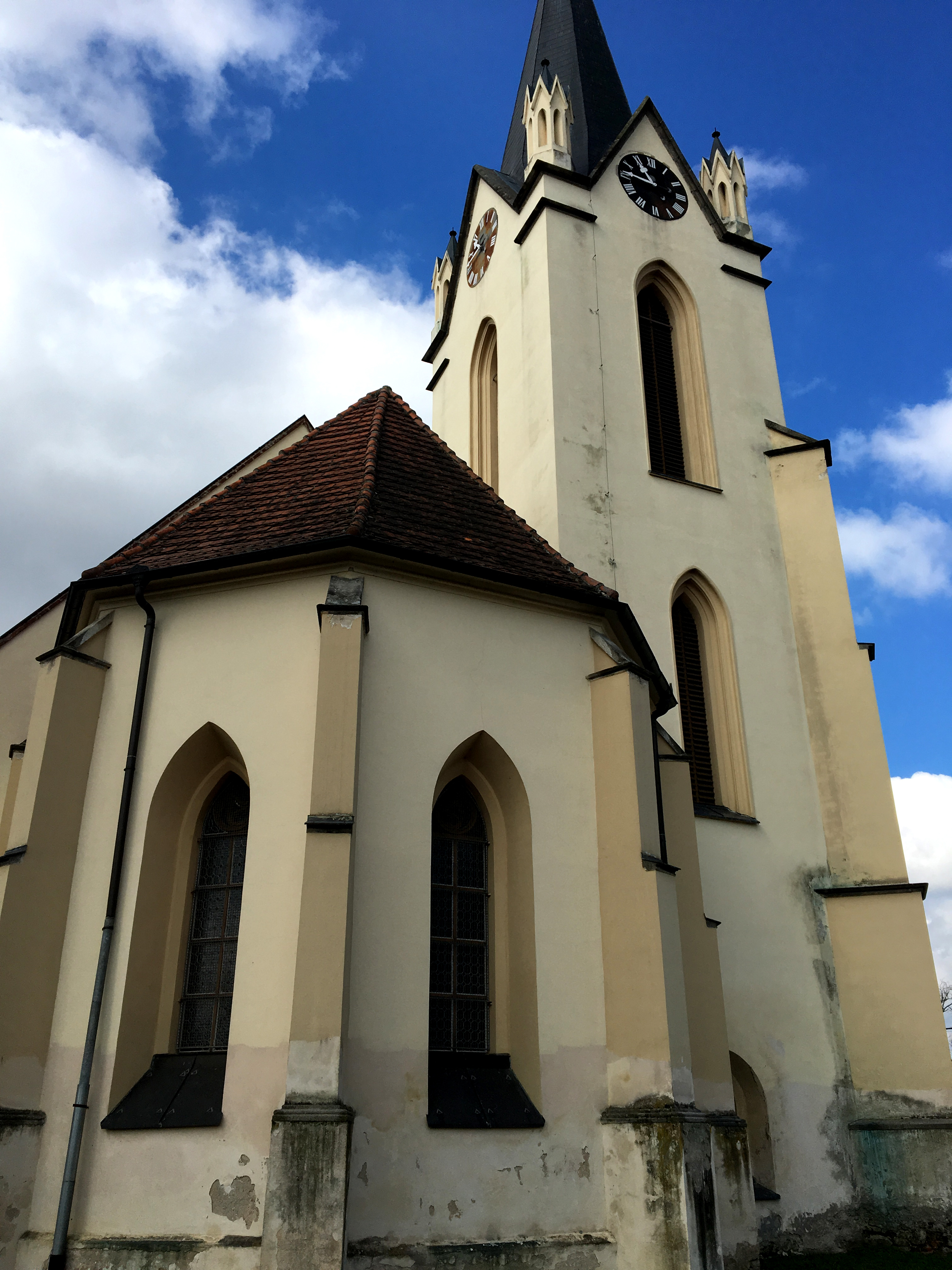
Východní pohled

Kněžiště a loď mají po obvodu jednostupňové cihlové opěráky na vysokém soklu, stupně jsou kryté pultovou střechou a mezi ně jsou rytmicky vkládána okna s lomeným obloukem. Hlavní loď kostela je na každé straně prolomena třemi okny. Kružba je dřevěná, uplatňuje se zde jednoduchý čtvercový motiv, ve vrcholové části kružby je pak použita složitější geometrie plaménkového motivu. Ve středním poli severní stěny se nachází lomený portál profilovaný oblouny a výžlabky. Obdobný portál vede i do sakristie.
Hlavní loď i presbytář jsou zastřešeny sedlovou střechou (nad presbytářem přechází do valbové), jako krytina jsou použity tašky bobrovky.

#### Západní průčelí
V západním průčelí se nachází lehce zalomený vstupní portál, odstupňovaný pomocí oblounů a výžlabků. Nad ním je ve výrazně profilované špaletě pomocí oblounů velké kruhové rozetové okno, kružba opět dřevěná, členěna 8 paprsky vybíhající ze středové kružnice. Nad kruhovým oknem se nachází další, zalomené. Osu západního průčelí uzavírá zvonička s motivem jednoduché slepé arkády. Symetrii průčelí doplňuje ještě dvojice opěrných pilířů po stranách.

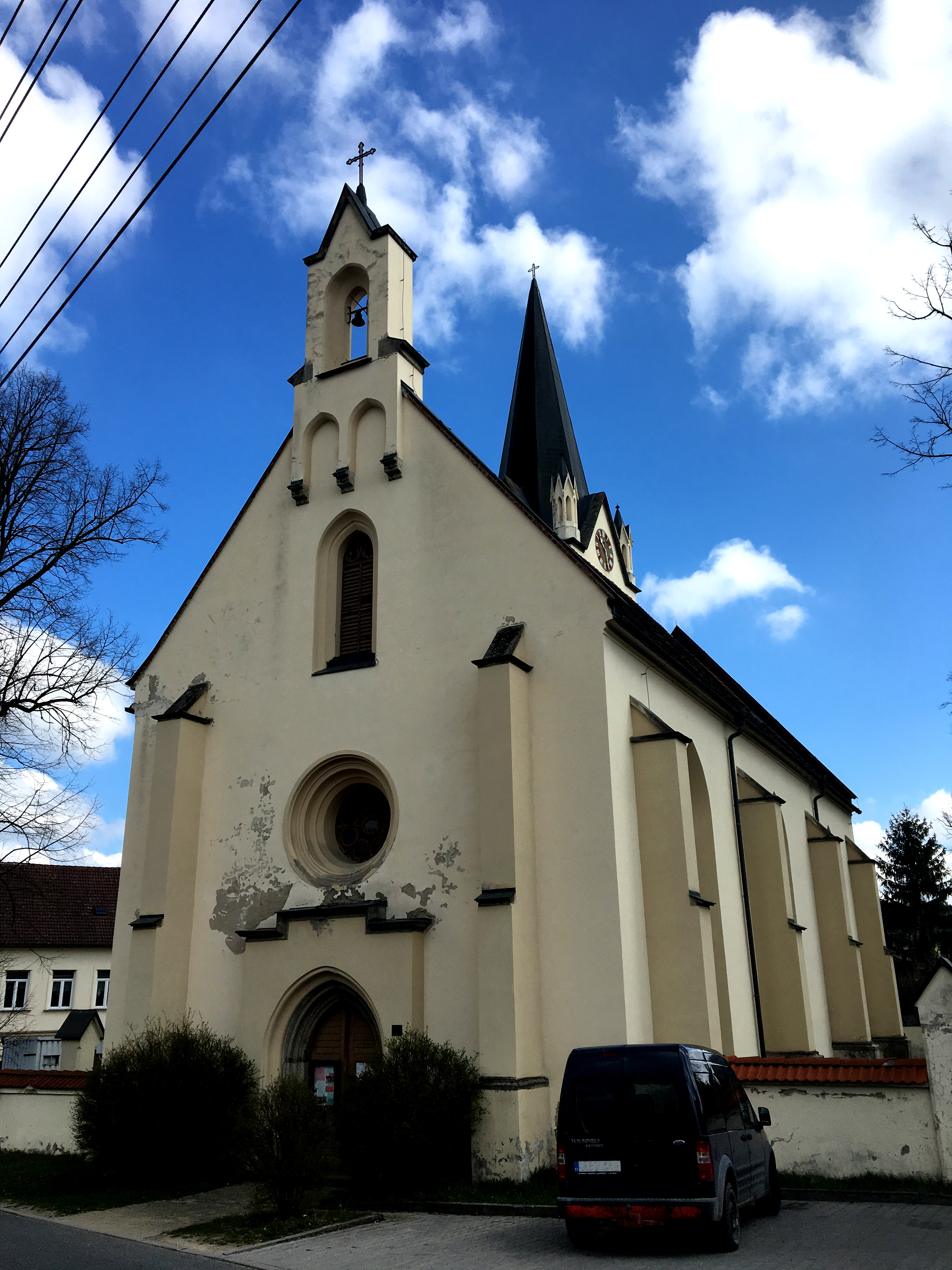
Západní průčelí

#### Věž
Dominantou celého kostela je hranolová věž nad sakristií připojena k presbytáři na severní straně. Východní a severní strana je osvětlená dvojicí štíhlých zalomených oken nad sebou, s jižní a západní strany pouze po jednom okně. V rozích věže se nacházejí mohutné opěrné pilíře sahající až do výšky 3. patra. Věž je zakončena osmibokým jehlanem mezi čtyřmi trojúhelníkovými štíty a čtyřmi nárožními polygonálními věžičkami, jejichž stěny jsou prolomeny výklenky, se střechou též jehlanovou. Věž je vysoká 26 m (úroveň věžních hodin).

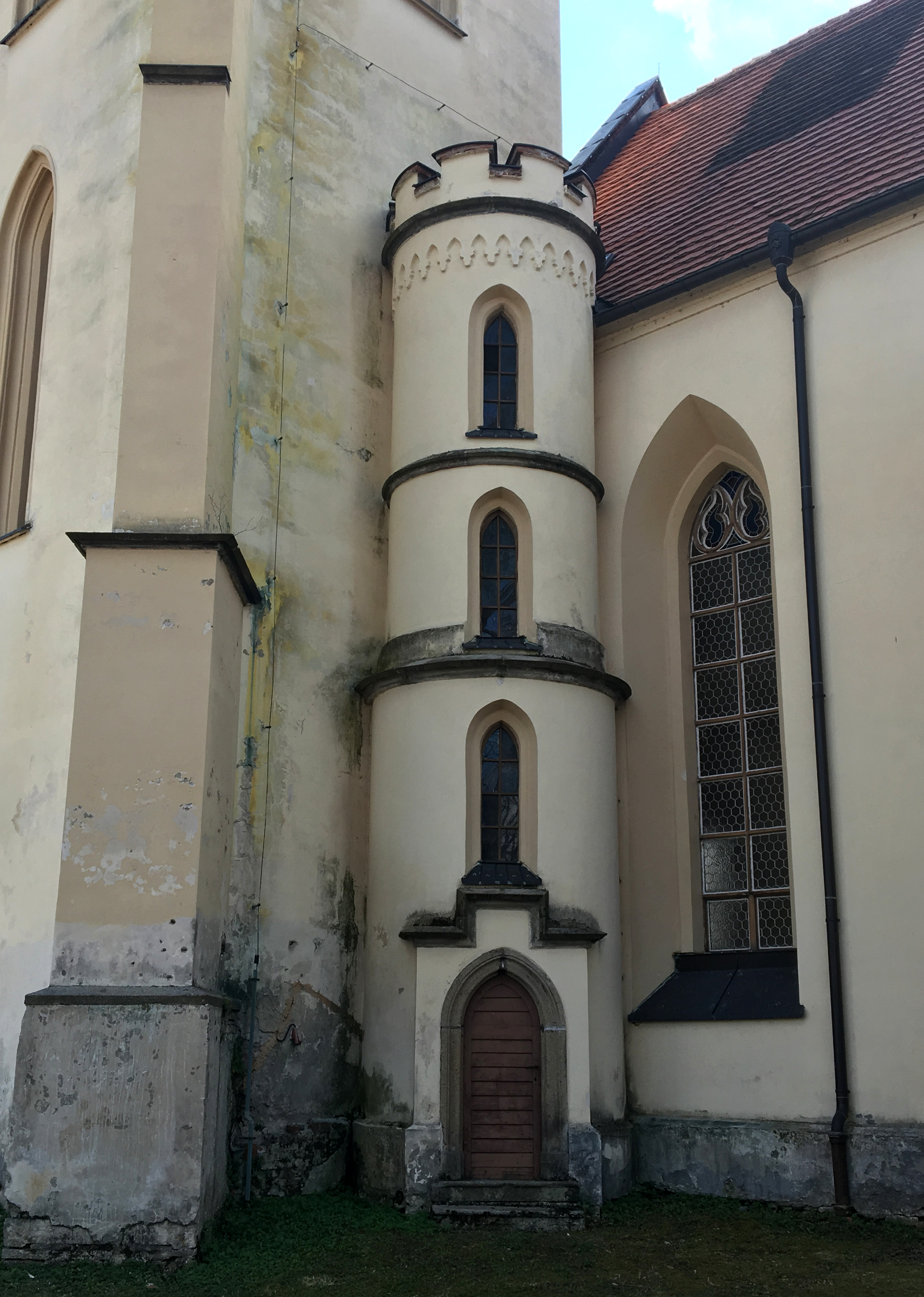
Schodišťová věžice s cimbuřím

Na západní strany věže z hmoty kostela vystupuje schodišťový přístavek v podobě válcové věžice. Zde jsou jednoznačně vidět neogotické historizující prvky, hlavně v podobě cimbuří a vlysem při vrcholu. Světlo přivádí 3 malá zalomená okna, od sebe oddělená vodorovnými římsami. Do věžice vede samostatný vstup.

### Interiér

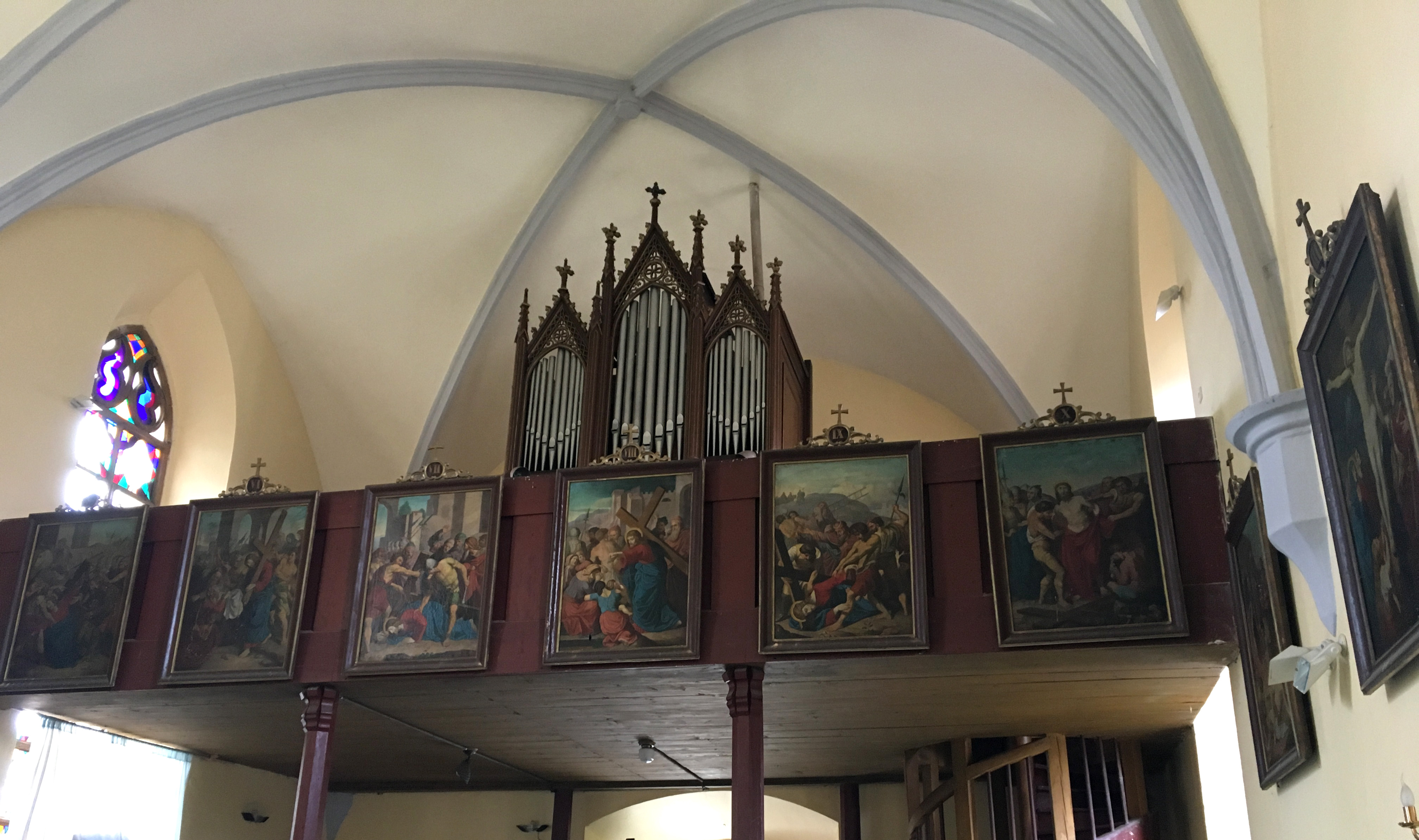
Kruchta s varhany

Chrámová loď je uvnitř 20,5 m dlouhá, 8,4 m široká a 8,6 m vysoká. Původní rovný strop byl za neogotické přestavby zaklenut křížovou žebrovou klenbou o 3 polích na krátkých polygonálních příporách. Žebra klínového profilu vystupují z vysokých polygonálních konzol, které jsou ukončeny jehlanem. V západní části lodi stojí v celé šířce kostela na 4 subtilních osmibokých dřevěných sloupech kruchta s prkenným podhledem a kazetovým zábradlím, na níž se nachází varhany. Přístup na kruchtu zprostředkovává dřevěné vřetenové schodiště v severozápadním rohu kostela.
Od kněžiště hlavní loď odděluje vítězný lomený oblouk o rozpětí necelých 5 m. Nad ním je nově v rámci oprav 1995–2005 vymalován znak zelenohorského patronátu, například rodiny Colloredo-Mannsfeldů v podobě černé orlice na bílém poli.

#### Kněžiště
Kněžiště je původní ze 14. století, je 6 m široké a dlouhé 9,1 m, zaklenuto gotickou křížovou klenbou o jednom poli a šesti paprskovou klenbou v závěru. Žebra jsou klínovitá s jednoduchým žlábkem, svorníky jednoduché kruhové bez profilace či dekoru. Pod sdruženými výběhy žebra podpírají jehlancovité konzoly, v rozích a paprscích presbytáře žebra šikmo podseknutá bez konzol. V severní zdi kněžiště je prolomen žulový portál s oblouny a výžlabky vedoucí do sakristie v podvěží, která je na rozdíl od zbytku kostela zaklenuta pouze vysokou valenou klenbou.
Chrámovou loď i presbytář kryje hambalkový krov z tesaného dřeva spojeného dřevěnými hřeby.

#### Vybavení kostela
Kostelu dominuje velký dřevěný oltář v kněžišti s novogotickými architektonickými motivy v podobě fiál či kytek, dříve se v něm nacházely i barokní sochy svatého Václava a Ludmily. Olejový obraz zobrazuje sv. Vavřince a je dílem plzeňského malíře Jana Herzoga, který je i autorem obrazů na bočních oltářích znázorňující sv. Annu a sv. Vojtěcha a také cyklu křížové cesty postupujícího podél hlavní lodi a zábradlí kruchty. Všechny obrazy byly zhotoveny v letech 1868–1879.
Na dřevěné kruchtě se nachází varhany ze zelenohorského kostela, dodnes funkční a při bohoslužbách využívané. Varhany mají deset rejstříků a byly vyrobeny sušickým varhanářem Janem Fischperem v roce 1869. Zajímavé je také vřetenovité schodiště vedoucí na kruchtu. Jedná se o strohou tesařskou práci bez nadbytečných ozdob působící až utilitárním dojmem, štíhlé sloupky mezi masivnějšími trámy vytváří dojem dřevěné klece. Schodiště je zřejmě navržené Václavem Liedlem, ředitelem zelenohorského panství, který se podílel i na soudobé přestavbě kostela sv. Jakuba v Nepomuku, kde nechal vystavět podobné vřetenové schody, tentokrát ale s výraznými novogotickými řezbami a kružbami, které se staly dominantou celého interiéru.
V sakristii se nachází náhrobek kněze Jana Chrysostoma z roku 1584, bohužel z velké části zazděný.
Mezi další zařízení kostela patří gotická polokulová kamenná křtitelnice ve středním poli hlavní lodi, nově restaurována gotická plastika svaté Filomény z 15. století, barokní kříž zhotovený pražským řezbářem a kostelu darován místní rodinou, a rokokový pacifikálek, aktuálně uložen ve farním depositu.

### Zvony
V kostele byly před druhou světovou válkou zavěšeny čtyři zvony.
- První zvon Trojjediného Boha z roku 1557 o průměru 83 cm a výšce 61 cm s nápisem: O VENERANDA TRINITAS O ADORANDA VNITAS LETA 1557 MK. Je jemně zdoben gotickým obloučkovým vlysem a rýhováním.
- Druhý zvon byl ulit v Plzni v roce 1873 a měl průměr 81 cm a výšku 63 cm.
- Třetí zvon o průměru 35 cm a výšce 28 cm z roku 1823 byl zdoben reliéfy sv. Jana a Pavla a nápisem. Byl ulit zvonařem Pernerem z Českých Budějovic.
- Čtvrtý zvon z roku 1823 měl průměr 23 cm a výšku 18 cm nesl reliéf svatého Jana Nepomuckého a byl ulit zvonařem Pernerem z Českých Budějovic.[10]

## Další objekty v okolí

### Márnice a hřbitov

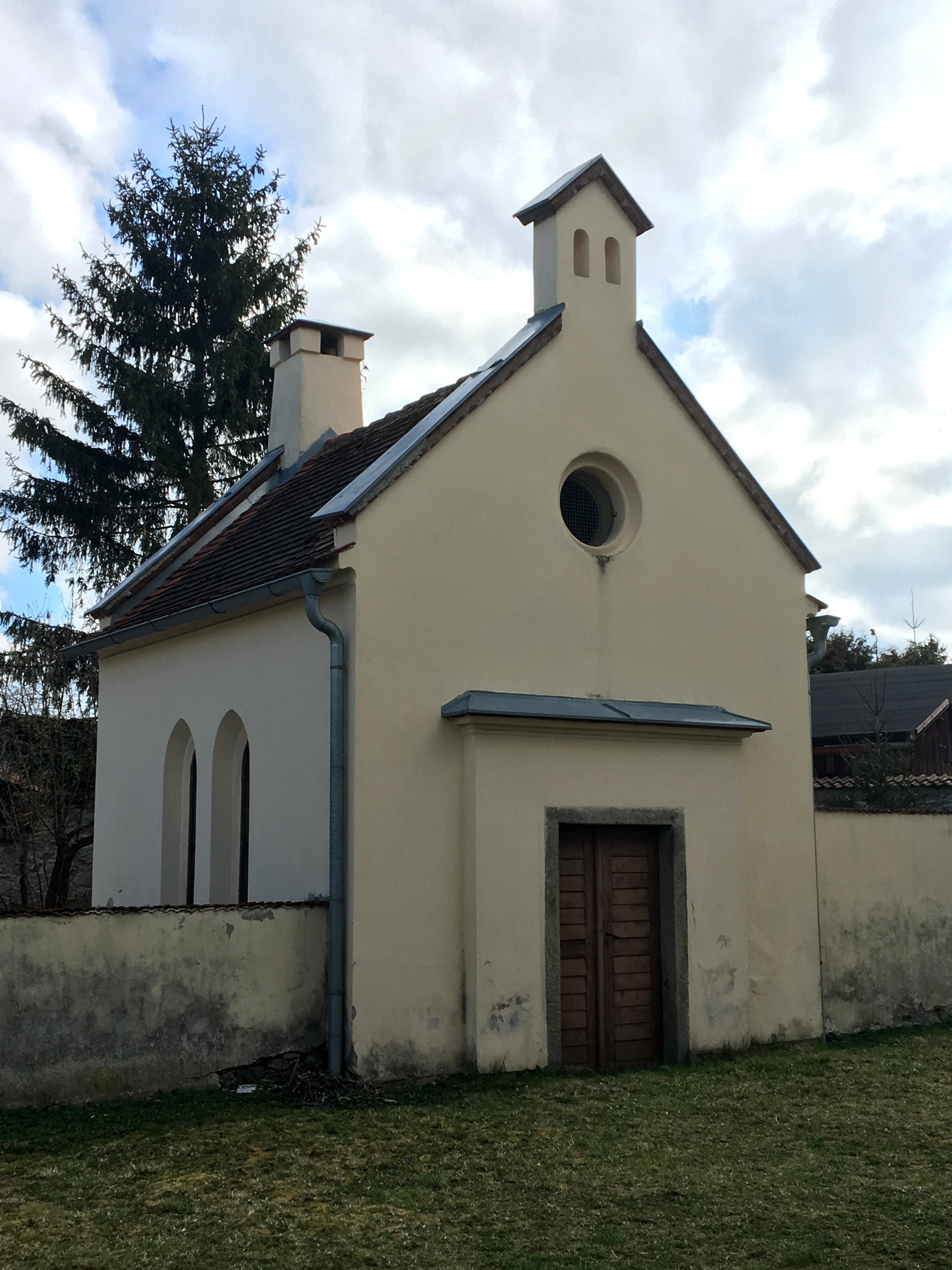
Márnice

Kolem kostela byl hřbitov obehnán kamennou zdí, byl zrušen v 18. století v rámci josefínských reforem a nový založen v letech 1854–1855 na bývalém husarském cvičišti na Bejnojc rovině. Ten se nachází dále za obcí, od kostela k němu vede lipová alej Svatopluka Čecha. Hřbitovní zeď má sedlovou stříšku a v severní části branku se dvěma hranolovitými pilířky se sedlovými stříškami. V roce 2019 bylo na vedlejším pozemku nalezeno 21 hrobů, pravděpodobně z doby baroka, a také základy původní barokní zdi, jež hřbitov obíhala.
Součástí ohradní zdi ve východní části je márnice na obdélném půdorysu s předsazeným vstupem zastřešeným úzkou stříškou. Průčelí kopíruje motivy kostela v podobně portálu (zde ale pravoúhlého), kruhového okna a malé zvoničky, zde pouze symbolické. Po stranách je dvojice štíhlých lomených oken. Střecha márnice je sedlová krytá taškami.Stavba pochází patrně také z doby historizující přestavby.

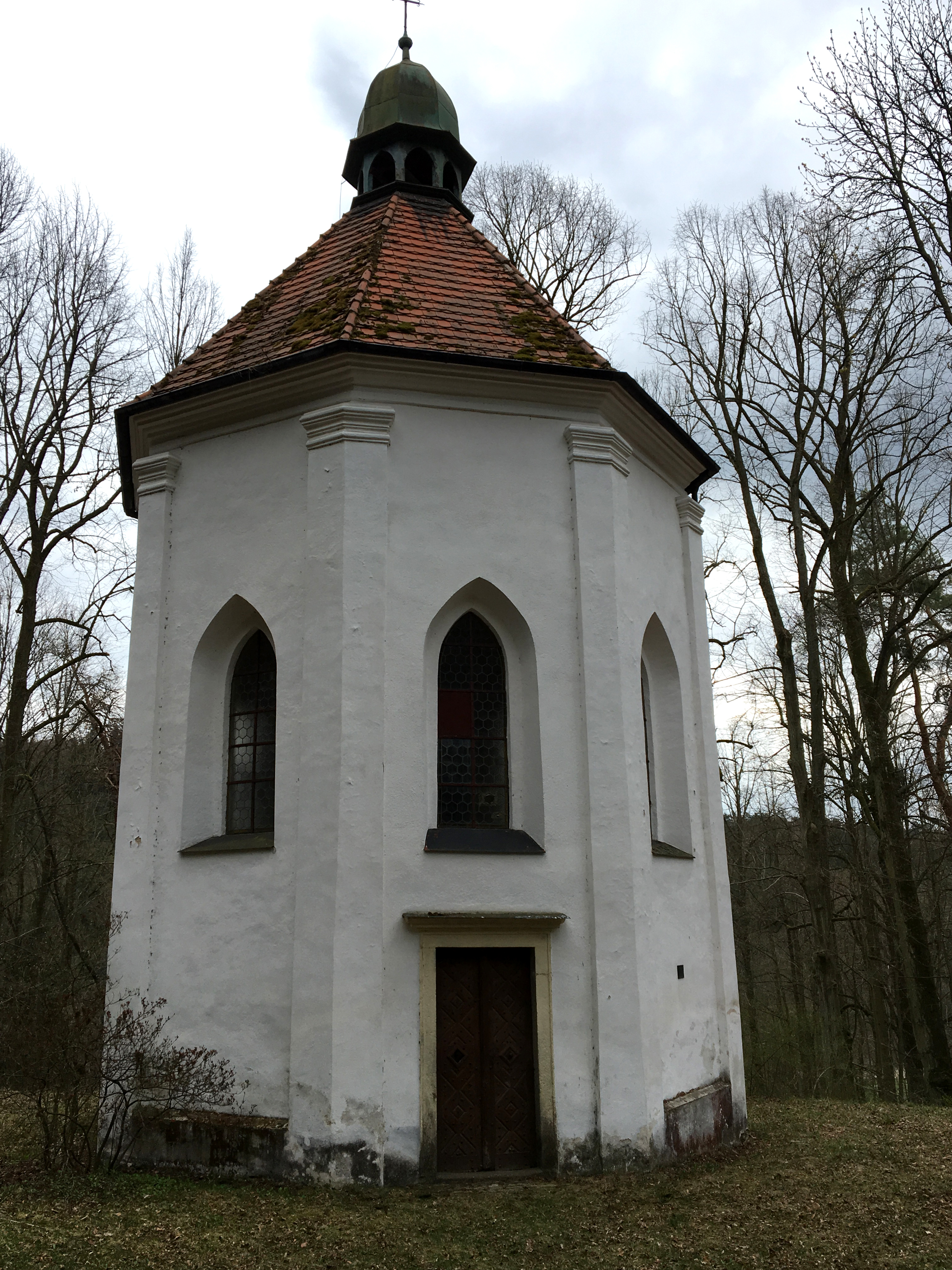
Kaple sv. Vojtěcha

### Kaple sv. Vojtěcha
Raně barokní kaple se nachází asi kilometr severovýchodně od Vrčeně ve svahu lesa Chlumec. Dal ji postavit v roce 1684 Václav Vojtěch ze Šternberka, majitel nedalekého zámku Zelená Hora, na osmibokém centrálním půdoryse zdůrazněným nárožními pilíři, zaklenutá je osmibokou kupolí s lucernou, okna s lomeným obloukem odkazují ke gotickému tvarosloví. Koncem 17. století byli nedaleko kaple zřízeny i Svatovojtěšské lázně a 2 taneční sály, které byly hojně využívány při každoroční slavné pouti, dnes bohužel kvůli požáru nedochované. Voda zde byla přiváděna z údajně léčivého pramene „Dobrá voda“ nebo také „Vojtěška“, který podle pověsti ukázal svatý Vojtěch žíznivému uhlíři, který na protějším vrchu pálil dřevěné uhlí a nemohl svůj milíř opustit. V kapli se vedle oltáře také nachází balvan s prohlubní. Jedná se údajně o otisk světcova těla, který vznikl, když si zde na své pouti krátce odpočinul. Místní pověst praví, že přiloží-li člověk bolavou část svého těla na otisk hlavy, bolest zmizí. Při slavnostním znovu-vysvěcení kaple po obnově v roce 1819 přibyl do výzdoby interiéru oltářní obraz od malíře Františka Hořčičky, který je ale v současné době kvůli četným pokusům o odcizení uložen v depozitáři. Zobrazuje na něm legendu o nalezení léčivého pramene, v postavách rolníků zpodobňuje tehdejší majitele Zelené hory – hraběte Jeronýma Collored-Mansfeldů a jeho choť Vilemínu z Valdštejna, která se nejvíce zasloužila o obnovení kaple.